# Koper
Kóper (, v Kopru) (italijansko Capodistria) je obmorsko mesto v Slovenski Istri, drugo največje na istrskem polotoku (za hrvaškim Puljem). S 26.400 prebivalci (2025) je peto največje mesto v Sloveniji.
Koper je eno najpomembnejših regionalnih središč v državi, središče istoimenske mestne občine, ima pa tudi edino slovensko tovorno pristanišče Luko Koper, locirano sredi Koprskega zaliva severno od mesta. Mesto leži na območju, kjer avtohtono živijo pripadniki italijanske narodne skupnosti in kjer je poleg slovenščine uradni jezik tudi italijanščina.

## javne ustanove
V mestu je sedež rimskokatoliške škofije, ene izmed treh slovenskih javnih univerz - Univerze na Primorskem, Znanstvenoraziskovalnega središča (ZRS), regionalnih radijskih postaj Radio Koper in Radio Capodistria (italijanski program) ter dvojezične televizijske postaje TV Koper-Capodistria, ki so del regionalne izpostave RTV Slovenija, Pokrajinskega muzeja, pokrajinskega in škofijskega arhiva, Osrednje knjižnice Srečka Vilharja, Gledališča Koper, Pristaniške kapitanije in mednarodnega pomorskega mejnega prehoda (od 2025 s posebnim potniškim terminalom za križarke), sedež Uprave za pomorstvo RS, Upravne enote, pa tudi enega od štirih višjih sodišč v Sloveniji. V Kopru je Športni park Bonifika in manjša marina, tudi privez za večje turistične ladje, avtobusna in železniška postaja ter tovorna železniška postaja v Serminu.

## Zgodovina

### Prazgodovinsko in rimsko-bizantinsko obdobje
Sledovi poselitve koprskega območja segajo v srednji paleolitik in neolitik. O tem pričajo številna jamska najdišča na Kraškem robu. Prva poselitev koprskega otoka sega v rimsko republikansko obdobje. Novejše arheološke najdbe iz 3.–1. st. pr. n. š. segajo v čas, ko je bila v pisanih virih na širšem koprskem območju omenjena antična grška naselbina Palada nato Aegida. Prvo ime je povezano z legendo o okamenelem ščitu boginje Atene z glavo Meduze, drugem pa Zevsa z znakom sonca. Proti koncu rimskega cesarstva je bila na otoku večja naselbina, v poznoantičnem obdobju pa ena izmed postojank obrambnega sistema Claustra Alpium Iuliarum. V času preseljevanja narodov se je rimljansko in porimljanjeno okoliško prebivalstvo zateklo v otoško naselje. Legenda o prihodu škofa Nazarija na škofijski sedež v Koper leta 524, kar je zgodovinsko sporno, naj bi pa to leto obveljalo za letnico ustanovitve mesta Koper. Ko so severno Istro sredi 6. stoletja zasedli Bizantinci, so Capris dobro utrdili in ga preimenovali v Iustinopolis (po cesarju Justinu II.). Varna otoška lega ob cesti, ki je iz Istre vodila proti Gradežu, tedaj pomembnemu središču ob severni jadranski obali, je mestu omogočila nagel razcvet. V 8. stoletju se je v zaledje istrskih mest naseljevalo slovansko prebivalstvo, ki se je postopno pomaknilo do obalnih mest.

### Srednji vek
Koper se je leta 932 povezal z Benečani. Ti so skrbeli za varnejšo plovbo, s pogodbami pa so si počasi podrejali mesto. Leta 1186 je Koper postal svobodna komuna z voljeno oblastno strukturo. Osamosvojila se je koprska škofija, ki ji je koprska komuna podelila posesti v vaseh Lopar, Padna, Brič in Sermin. Pozneje, do leta 1208, so mestu gospodovali istrski mejni grofje in za njimi oglejski patriarhi. Ti so Koper izbrali za sedež svojih fevdalnih posesti v Istri in ga poimenovali Caput Histriae (Glava Istre), ki so ga kasneje poitalijanili v Capo d'Istria. V času vladavine oglejskih patriarhov se je mesto vztrajno borilo za privilegije in obdržalo lastne statute, ki so omejevali oglejsko oblast. Mestu so patriarhi podelili oblast nad vasmi v zaledju severne Istre.

### Beneška republika
Po daljšem obdobju samostojnosti je leta 1279 tudi Koper prešel pod Benečane. V 16. stoletju je dobil privilegiran položaj na gospodarskem in upravnem področju. Na prelomu 15. in 16. stoletja so v Kopru ustanavljali menjalnice, banke in obrtne delavnice. V obrobje mesta se je preseljevalo čedalje več Slovencev, ki so se predvsem ukvarjali s solinarstvom, z ribištvom in s kmetijstvom. V času beneške vladavine je mesto na trgovskem področju uspešno tekmovalo z bližnjim Trstom, saj je imelo zaradi lege na otoku in utrjenih zidov ugoden obrambni položaj. V 16. stoletju je Koper dobil sodišče za civilne in kazenske zadeve ter nekaj drugih upravnih funkcij ter pristojnosti tudi za naselja v zaledju severne Istre. Turški vpadi so bili prek Istre in Krasa usmerjeni v Beneško republiko, zato Kopra niso ogrozili, pač pa je bilo močno opustošeno njegovo podeželsko zaledje.
V času spopadov med Benečani in Avstrijo je trgovina z zaledjem, predvsem s Kranjsko, upadla. Mesto je prizadela kuga, v času katere se je število prebivalstva zmanjšalo z 8.000 na 1.800. Počasi si je s pomočjo trgovine s soljo, prodaje olja in vina mesto opomoglo. Šele sredi 17. stoletja so ponovno našteli 4.500 prebivalcev. Koper je pomembno gospodarsko moč ohranil vse do 17. stoletja, ko sta bila Trst in Reka proglašena za svobodni pristanišči.

### Napoleon in stoletna avstrijska prevlada
Pomembno pomorsko in trgovsko vlogo je Koper izgubil s propadom Beneške republike leta 1797, ko je Napoleon Bonaparte slednjo razpustil, del njenega ozemlja pa so s pogodbo iz Campa Formia priključili Avstriji, ter z dograditvijo železnice Dunaj–Trst (1857). Glavno trgovsko, pomorsko, postopno tudi industrijsko središče Avstro-ogrske monarhije je postal Trst, Koper pa z agrarno okolico vedno bolj njegovo zaledje za oskrbo s kmetijskimi pridelki. Meščani, predvsem Italijani, so živeli od solinarstva, ribištva in lokalnega ladjedelništva, ljudje v okolici, pretežno Slovenci, pa od poljedelstva in živinoreje. Po letu 1819 se je začelo dokončno rušenje mestnega obzidja, leta 1827 so Avstrijci zgradili kilometer dolg nasip s cesto od starega pristanišča do Semedele, s čimer so otok povezali s kopnim. Tedaj so na plitvinah okoli mesta uredili soline, vendar so jih v 20. stoletju opustili, zemljišče izsušili in ga namenili kmetijstvu. 
V Kopru je delovala gimnazija in po letu 1870 tudi učiteljišče, na katerem so deloma poučevali tudi v slovenskem jeziku.

### Kraljevina Italija
Med italijansko vladavino med obema svetovnima vojnama je več deset tisoč Slovencev moralo zbežati v Jugoslavijo in druge države (po podatkih iz skupnega poročila slovensko italijanske komisije 105.000 iz vsega od Italije zasedenega območja). Fašistično obdobje je bilo najslabše v koprski zgodovini. Tu je bil tudi eden največjih fašističnih zaporov s posebno dislocirano mučilnico pri Semedeli.

### Osvoboditev Kopra in povojni razvoj
Koper je bil osvobojen 30. 4. oz. 1. 5. 1945, dan pred tem je posebna skupina VDV pod vodstvom Danila Petrinje (kasnejšim utemeljiteljem Luke Koper) s skrajno drzno in spektakularno akcijo osvobodila politične zapornike iz koprskih zaporov. 
Po koncu druge svetovne vojne se je v letih od 1945 do 1954 iz Kopra izselila v Italijo večina avtohtonega italijansko govorečega prebivalstva, zaradi strahu pred maščevanjem zaradi terorja, ki so ga pred tem fašistične milice izvajale nad avtohtonim slovenskim prebivalstvom, in zaradi italijanske politične propagande v času hladne vojne. Leta 1947 je bila podpisana Pariška mirovna pogodba, s katero je Koper na podlagi Devinskega sporazuma postal sedež cone B Svobodnega tržaškega ozemlja ter Okraja Koper znotraj njega, ki je bil(a) dejansko pod upravo Jugoslavije oz. Slovenije.
Po podpisu Londonskega memoranduma leta 1954 je Koper postal pomembno gospodarsko in politično središče slovenske obale, kar je povzročilo njegov hiter razvoj. Leta 1957 so začeli vzhodno od starega mesta graditi novo pristanišče. Poglobili so plitvo morje Škocjanskega zatoka, izkopano gradivo pa uporabili za nasipanje plitvin ob obali. S tem so pridobili dovolj ravnih površin za pristaniške objekte. Luka Koper se je začela pospešeno razvijati po letu 1967, ko so zgradili 31 km dolg železniški priključek Koper–Prešnica, ki je povezoval Koper s slovenskim in srednjeevropskim zaledjem.
Po letu 1957 se je spremenila nacionalna in socialna struktura prebivalstva, saj se je v mesto priseljevalo prebivalstvo tako iz slovenskega kot jugoslovanskega zaledja. Vzporedno z gospodarsko rastjo so se razvili šolstvo, zdravstvo in kultura. Pomembno je bilo načelo dvojezičnosti in vključevanje pripadnikov italijanske narodnosti v vse oblike javnega življenja. 
Obsežen luški kompleks, novo poslovno središče in nove primestne stanovanjske četrti (Semedela, Žusterna, Šalara) so močno spremenili podobo mesta. Zgodovinsko mestno jedro z vrsto pomembnih kulturnih spomenikov pa je ohranilo osnovne značilnosti srednjega veka.

## Mestna občina Koper
Koper je upravno središče Mestne občine Koper, sedme po površini največje in četrte po skupnem številu prebivalcev najbolj naseljene občine v Sloveniji. Župan mestne občine Koper je Aleš Bržan (2018-).

## Luka Koper
Ob mestu je mednarodno tovorno pristanišče Luka Koper, edino tovrstno v Sloveniji.

## Demografija
Po podatkih SURS-a je konec leta 2016 v občini Koper živelo 9,7 % ljudi brez slovenskega državljanstva. Po popisu leta 2002 večina prebivalstva (74,1 %) govori slovensko. Manjšinski jezik je italijanščina (2,2 %), jeziki tujih rezidenčnih skupin so hrvaščina (8,0 %), srbohrvaščina (4,0 %), bosanščina (2,8 %) in srbščina (2,7 %).

## Podnebje
Podnebje v Kopru je Submediteransko, podtip Obalno submediteransko podnebje (podnebje oljke), za katerega so značilni dolga in vroča poletja, mile zime in pogosti vetrovi – burja, jugo in maestral. Povprečne januarske temperature so v Kopru višje kot po večini Slovenije in znašajo več kot 4 °C, povprečne julijske pa so višje od 22 °C. Morje je najhladnejše februarja (8 °C), najtoplejše pa avgusta (24 °C). Največ padavin pade jeseni. Najmočnejši sunki burje dosežejo hitrosti tudi do 200 km/h, kar prebivalcem lahko povzroča nevšečnosti. Prav tako pa lahko resnejše nevšečnosti nastanejo ob pojavu tramontane, ki je značilna za to področje Slovenije.
| Podnebni podatki za Koper (postaja Portorož)                              | Podnebni podatki za Koper (postaja Portorož) | Podnebni podatki za Koper (postaja Portorož) | Podnebni podatki za Koper (postaja Portorož) | Podnebni podatki za Koper (postaja Portorož) | Podnebni podatki za Koper (postaja Portorož) | Podnebni podatki za Koper (postaja Portorož) | Podnebni podatki za Koper (postaja Portorož) | Podnebni podatki za Koper (postaja Portorož) | Podnebni podatki za Koper (postaja Portorož) | Podnebni podatki za Koper (postaja Portorož) | Podnebni podatki za Koper (postaja Portorož) | Podnebni podatki za Koper (postaja Portorož) | Podnebni podatki za Koper (postaja Portorož) |
| Mesec                                                                     | Jan                                          | Feb                                          | Mar                                          | Apr                                          | Maj                                          | Jun                                          | Jul                                          | Avg                                          | Sep                                          | Okt                                          | Nov                                          | Dec                                          | Letno                                        |
| ------------------------------------------------------------------------- | -------------------------------------------- | -------------------------------------------- | -------------------------------------------- | -------------------------------------------- | -------------------------------------------- | -------------------------------------------- | -------------------------------------------- | -------------------------------------------- | -------------------------------------------- | -------------------------------------------- | -------------------------------------------- | -------------------------------------------- | -------------------------------------------- |
| Povprečna dnevna temperatura °C                                           | —                                            | —                                            | —                                            | —                                            | —                                            | —                                            | —                                            | —                                            | —                                            | 10.1                                         | —                                            | —                                            | —                                            |
| Povprečna količina padavin mm                                             | 60                                           | 54                                           | 62                                           | 66                                           | 75                                           | 86                                           | 56                                           | 86                                           | 118                                          | 112                                          | 106                                          | —                                            | 1.113                                        |
| Povp. št. sončnih ur                                                      | 109                                          | 134                                          | 178                                          | 205                                          | 261                                          | 280                                          | 330                                          | 306                                          | 227                                          | 167                                          | 105                                          | 97                                           | 2.399                                        |
| Vir: Agencija Republike Slovenije za okolje (ARSO) (podatki za 1981-2010) |                                              |                                              |                                              |                                              |                                              |                                              |                                              |                                              |                                              |                                              |                                              |                                              |                                              |

## Prst
Koprsko primorje sestavljata dve zelo različni območji: ozek obalni pas in flišno gričevje v zaledju. Flišne pokrajine sestavlja fliš, ki je sicer neprepustna kamnina, vendar zelo slabo odporna proti površinskemu odnašanju. 
Prsti v Koprskem primorju so nastale na treh različnih podlagah: največ na flišu, manj na apnencu in na rečnih nanosih.
Tipi prsti na flišu: regosoli, leptosoli (karbonatna rendzina), kambisoli, antrosoli, luvisoli, planosoli. Na apnencu je največ leptosolov (rendzina), na rečnih nanosih so se razvili fluvisoli (ob zgornjem in srednjem toku rek) ter glejsoli (ob spodnjem toku rek Rižane, Dragonje, Badaševice in Drnice).

## Rastlinstvo
V primerjavi s pravim sredozemskim rastlinstvom v Istri zimzelenih rastlin skorajda ni. Za toploljubne primorske gozdove je značilen listopadni puhasti hrast. Za submediteransko, podtip obalno submediteransko podnebje (podnebje oljke), so značilna dolga in vroča poletja ter sorazmerno mile zime. V zaščitenih legah uspevajo tudi agrumi, drugod pa oljke, fige ter različne aromatične rastline. Kmetijsko neprimerne ali neobdelane površine večinoma zarašča makija, za katero sta v Istri značilni navadna žuka (brnistra; Spartium junceum) in navadni trstikovec ali (kanela; Arundo donax).

## Mestne četrti
Mesto Koper ima osem četrti. Te so:
- Bonifika/Bonifica
- Center/Centro (staro mestno jedro Kopra; nekdanji otok, na katerem se je razvila naselbina-mesto, ki je bilo včasih razdeljeno na 11 četrti) z izrazitejšimi predeli Bošadrago, nekdanjim ribiškim naseljem na severovzhodu, osrednjim trgom ter Belvederjem na zahodu, kjer je nekoč (do 1822) stal Levji grad.
- Markovec/Monte San Marco oziroma Podmarkovec
- Olmo/Olmo
- Prisoje/Prisoje
- Semedela/Semedella (z raztresenim zaselkom Pastoran v zaledju)
- Šalara/Salara (in Karbonar)
- Žusterna/Giusterna

Pomemben del mestnega ozemlja na severu zavzema območje Luke Koper, ki si ga Koper deli z Občino Ankaran, na vzhodnem delu Bonifike je Potniški terminal (avtobusna in železniška postaja), vzhodno od nje naravni rezervat Škocjanski zatok (Stramarski zaliv) ter na severovzhodu pri Bertokih tudi gospodarsko-obrtna cona Sermin, kar vse sodi v širše urbano oz. poselitveno območje mesta Koper, skupaj z bližnjimi vasmi Šalara, Bošamarin, Gažon, Srgaši, Šmarje, Grinjan, Škocjan, Vanganel, kot tudi v prvem poselitvenem obroču satelitskih naselij Prade, Bertoki, Dekani, Škofije, Pobegi, Čežarji in Sveti Anton.

### Bonifika
Bonifika, znana predvsem po Športnem parku Bonifika, je koprska športna četrt, ki leži med centrom mesta in spalnimi naselji. Ime je dobila po bonifikaciji, tj. procesu izboljšave tal, saj je na tem področju nekoč bilo morje, nato pa močvirje, ki so ga postopoma zasipavali. Športni park zajema igrišča za tenis, košarkarska igrišča, igrišča za rokomet, igrišča za nogomet, odbojkarska igrišča, atletski stadion, nogometni stadion Bonifika, večnamensko športno dvorano Arena Bonifika, fitnes na prostem, fitnes na prostem za starejše, otroška igrala, napajalnike za vodo, osvežujoče parne prhe, javni wc in parkirne površine. Okoli športnega parka je speljana tekaška steza, dolga natanko 1 km, ob kateri poteka tudi reka Badaševica, ki se izliva v morje s Semedelskim kanalom. V neposredni bližini je tudi Osnovna šola Koper, ki razpolaga s prostorno večnamensko dvorano. V Športnem parku Bonifika stoji tudi nedokončan objekt olimpijskega bazena. Na drugi strani Piranske ceste se tik ob promenadi Semedelska cesta nahajajo igrišča za odbojko na mivki s fitnesom na prostem, slačilnicami, wc-ji in lastno tekalno stezo, ki jih nekateri imenujejo Bonifika II. Nekoč je Bonifika imela tudi kolesarski in skate park, ki naj bi ju občina v letu 2019 ponovno zgradila v neposredni bližini nedokončanega olimpijskega bazena. Blizu obalne promenade med Semedelo in starim Koprom je urejen tudi koprski mestni park s spreminjajočimi se vodometi.

## Kulturna dediščina Kopra

### Trgi
- Titov trg – Trg je središče starega mesta in stičišče glavnih mestnih prometnic ter eden najlepših mestnih trgov na nekdanjem beneškem ozemlju. V drugi polovici 15. stoletja so na njem zgradili glavne stavbe, ki ga obkrožajo, te so: Pretorska palača, loža, Armeria (orožarna), Foresteria (prenočišča) in Stolnica Marijinega vnebovzetja.
- Prešernov trg – na njem stoji Da Pontejev vodnjak iz leta 1666.
- Trg Brolo – njegova zasnova izhaja iz urbanizma, ki je bil značilen za beneška mesta. Ob robovih trga se je strnila vrsta pomembnih ustanov in stavb. Vsa talna površina trga je bila zbiralnik vode, ki se je stekala v veliko cisterno. Ostanek te funkcije sta dva klesana vodnjaka. Sedanjo podobo je trgu dalo obdobje baroka.
- Ribiški trg – nekoč se je odpiral v majhno ograjeno pristanišče, zdaj ga zapirajo skladišča koprskega pristanišča. Na trg se stekajo ozke ulice z vrsto romanskih hiš z beneškogotskimi pročelji. V tem delu sta samostan in cerkev iz 16. in 17. stoletja.
- Gramscijev trg – v gotski hiši, ki je dobro ohranila nekdanje slogovne značilnosti, so uredili etnološko muzejsko zbirko. Razstavljena je značilna kmečka in meščanska stanovanjska oprema, predmeti in orodje za vsakdanjo rabo.
- Carpacciov trg – svoje ime nosi po slikarju Vittoreju Carpacciu. Ob trgu stoji tudi njegova hiša iz 14. stoletja.
- Muzejski trg
- Nazorjev trg
- Vergerijev trg
- Kapodistriasov trg
- Giordanov trg
- Gimnazijski trg
- Martinčev trg
- Kosovelov trg
- Mužcev trg
- Gortanov trg
- Staničev trg
- Tomažičev trg

### Palače
V Kopru stojijo naslednje palače: 
- Pretorska palača – je na Titovem trgu in spada med osrednje arhitekturne spomenike Kopra. Služila je posvetnim mestnim funkcijam, do konca 18. stoletja je bil v njej sedež beneških podestov in kapitanov. Sedanjo podobo je dobila v 15. stoletju, ko so v glavno pročelje namesto gotskih vzidali polkrožno zaključena renesančna okna. Vrhnji del palače so dopolnili z gibelinskim zobčastim nadzidkom. Palačo krasijo napisni kamni, kipi in grbi.
- Palača Carli – stoji v razširjenem delu Župančičeve ulice, v kateri stojijo zgradbe iz 18. in 19. stoletja. Zaprto dvorišče v notranjosti palače ima gotske poteze. V hiši se je rodil eden pomembnejših mož koprske zgodovine, enciklopedist Gian Rinaldo Carli. Krasi jo značilen notranji atrij z ličnim kamnitim obodom vodnjaka. Danes se tu nahaja sedež organizacij: Italijanska unija, Obalna samoupravna italijanska skupnost, Obalna samoupravna skupnost Koper, pisarna poslanca italijanske narodne skupnosti v slovenskem parlamentu ter koprsko dopisništvo časopisa La voce del popolo.
- Palača Almerigogna – med strnjenimi fasadami Čevljarske ulice je ohranila vso pisanost in sijaj nekdanjih koprskih srednjeveških zunanjščin. Krasita jo kamnoseško paličasto okrasje in poslikava iz 15. stoletja.
- Palača Gravisi - Buttorai – iz druge polovice 17. stoletja, ima poudarjeno pročelje; v prenovljeni zgradbi imajo sedež italijanska narodna skupnost in sorodne organizacije.
- Palača Gravisi - Barbabianca – spada med najvidnejše koprske baročne stavbe 17. stoletja. Poudarjajo jo zatrep, razpored odprtin in tlorisna shema. Danes je sedež Glasbene šole Koper.
- Palača Belgramoni – Tacco – iz začetka 17. stoletja, sodi med najbolj reprezentativne primerke bogate koprske baročne meščanske arhitekture. V njej ima sedež Pokrajinski muzej Koper. Hrani bogate zbirke.
- Palača Brutti – iz prve četrtine 18. stoletja, na severnem robu trga Brolo, kaže kvalitetno baročno pročelje. V njej ima sedež Osrednja knjižnica Srečka Vilharja Koper.
- palača Tiepolo - Gravisi ali Gravisi - Tiepolo, palača Baseggio, tudi Borilnica (15. stoletje), zdaj Center humanističnih znanosti ZRS Koper na Kreljevi ulici 8
- palača Almerigotti
- palača Barbabianca
- palača Totto ex Gavardo
- palača Tarsia
- palača Pizzarello - Palma
- palača Madonizza
- palača Del Bello
- palača de Belli
- palača Orlandini
- palača Elio
- Beneško-gotska hiša (z Etnološko zbirko Pokrajinskega muzeja)

### Cerkve in samostani
- Stolnica Marijinega vnebovzetja – zapira vzhodno stran Titovega trga. Njena zgodovina sega v 12. stoletje, ko je mesto dobilo lastno škofijo. Ob koncu 15. stoletja so cerkev povečali. V spodnjem delu je arhitekt ohranil gotski slog, više je pa dodal renesančni pridih. Spet so jo povečali v prvi polovici 18. stoletja, ko so ustvarili nov dvoranski prostor, v katerem so z igro svetlobe pridobili svečano atmosfero. Bogastvo nekdanje cerkve se je izgubilo ob začetku 19. stoletja, ko so razpustili samostane in cerkvene rede. Kljub temu je v notranjosti nekaj umetnin. Zvonik stolnice je bil nekoč utrjen objekt.
- Cerkev sv. Bassa – stoji ob Prešernovem trgu, kjer je v 15. stoletju stalo mestno zavetišče za ubožne in tujce, v njej je bila tudi prva bolnišnica v mestu. Cerkev je bila predelana leta 1731, v zakristiji hranijo tudi kip svetega Bassa iz druge polovice 15. stoletja.
- Frančiškanska samostana sv. Frančiška in sv. Klare – omejujeta vzhodni del trga. Na začetku 19. stoletja sta bila oropana vsega dragocenega inventarja.
- Cerkvica sv. Jakoba – ob Fonticu je bila zgrajena iz klesanega kamna že v 14. stoletju. Zaradi samosvoje podobe spada med pomembnejše mestne sakralne stavbe.
- Rotunda Janeza Krstnika (Karmelske Matere božje) – nekdanja krstilnica ob severni strani stolnice, ohranja v zunanjem plašču ves sijaj romanske arhitekture. Ta in Rotunda blaženega Elije (sv. Elije) na Cankarjevi ulici (obnovljena 2024), sta med najstarejšimi koprskimi sakralnimi objekti (iz 11. stoletja).

### Ostale znamenitosti
- Da Pontejev vodnjak – iz leta 1666 je na Prešernovem trgu. Postaviti ga je dal mecen Lorenzo de Ponte. To je osemkotni bazen za vodo, ki ga obkroža 15 majhnih pilastrov z znaki koprskih plemiških družin, ki so dale denar za vodnjak. Uporabljali so ga do leta 1898.
- Mestna vrata Muda – z obzidjem jih je dal leta 1516 postaviti pretor Sebastiano Contarini. So edina ohranjena izmed dvanajstih, ki so se nekdaj odpirala v mestnem obzidju. Ta vrata so nekoč vodila na most, ki je povezoval otok s kopnim.

- Loža/Loggia – nasproti Pretorske palače jo krasijo lepi beneški gotsko zašiljeni loki. Zgrajena v 15. stoletju je sedanji videz dobila ob koncu 17. stoletja. Terakotna plastika Madone v vogalni niši Lože je bila postavljena v spomin na epidemijo kuge iz let 1554 in 1555.
- Fontico – najstarejša stavba na Trgu Brolo. Zgradili so jo leta 1392, da so v njej hranili žito in ga v času stiske delili prebivalcem. Stavba ima gotska okna.

- Taverna – nekdanje skladišče soli, kjer se danes odvijajo najrazličnejši glasbeni, kulturni, kulinarični in drugi dogodki.

- Bošadraga – nekdanje ribiško naselje, mestna četrt in ulično ime v severovzhodnem predelu starega mesta Koper

## Kultura in šolstvo
Kulturne ustanove, ki preraščajo lokalni pomen, so: bogata študijska knjižnica Srečka Vilharja, pokrajinski in škofijski arhiv, Pokrajinski muzej (od leta 1911) z dislocirano etnološko zbirko, ter poklicno Gledališče Koper. Na področju kulture so to trije osrednji javni zavodi, ki delujejo v Mestni občini Koper.
Na področju medijev je najpomembnejši regionalni RTV center Koper/Capodistria z radijsko (Radio Koper - Capodistria) in televizijsko (Tele Capodistria) postajo, v Kopru ima sedež tudi regionalni dnevnik/časnik Primorske novice in komercialni Radio Capris. 
Protokolarno-prireditvena dvorana Sv. Frančiška Asiškega v Kopru od obnove leta 2014 deluje kot prostor, kjer se redno odvijajo različni koncerti, predstave in drugi protokolarni dogodki pod okriljem Mestne občine.  
Pod Obalne galerije Piran (skupaj s kustodiatom in knjižnjico) spadata koprski galeriji Meduza in Loža z Malo ložo, v sklopu Pokrajinskega muzeja Koper deluje Galerija moderne in sodobne umetnosti, ki je namenjena občasnim razstavam, manjše zasebne galerije so še Žbona, Re:Gallery in Galerija ARTINA. Na Kopališkem nabrežju je tudi likovno Razstavišče Libertas, kjer mdr. poteka festival sodobne in intermedijske umetnosti IZIS. Daleč naokoli je slovel MKC oz. Mladinski, kulturni, socialni in multimedijski center (MKSMC Koper) ki ga je dolga leta vodil Marko Brecelj. 
Poleg slovenskih osnovnih in srednjih šol (Gimnazija Koper z umetniškimi in športnimi oddelki, Srednja tehniška šola, Srednja ekonomsko-poslovna šola s programom Ekonomske gimnazije) ter Glasbena šola Koper s podružnicami v Izoli in Piranu ter Avditorijem Portorož, sta v mestu tudi italijanska Osnovna šola Pier Paolo Vergerio il Vecchio in gimnazija (Ginnasio Gian Rinaldo Carli), pa tudi zasebni srednje- in višješolski Izobraževalni center Memory z Višjo strokovno šolo in Ljudska univerza Koper. 
Osrednja izobraževalna in znanstvena ustanova je javna Univerza na Primorskem z več fakultetami, v Kopru pa sta tudi podružnici zasebne univerze Alma mater europaea in Ruske državne univerze M. V. Lomonosova, ki je v sodelovanju s Fakulteto za management ustanovila njeno edino podružnico v Evropski uniji pod imenom Zavod Lomonosov.
Na področju založniške dejavnosti v Kopru delujejo Založba Lipa, Založba Annales Znanstvenoraziskovalnega središča v Kopru in Založba Univerze na Primorskem, zadnji dve izdajata poleg knjižnih zbirk tudi znanstvene revije.

## Znane osebnosti

### Rojeni v Kopruː
- Santorio Santorio – zdravnik, inovator, izumitelj termometra
- Francesco Trevisani – slikar
- Janja Klasinc - novinarka, političarka
- Danilo Kocjančič – glasbenik
- Jan Koprivec - nogometaš
- Igor Gregorič – kardiokirurg
- Jaka Ivančič – fotograf
- Svetlana Visintin – kostumografka
- Robert Zorec – biolog, akademik
- Klavdij Zornik - slikar
- Sergio Gobbo – oblikovalec in galerist (zasebni muzealec)

### S Koprom so povezaniː
- Viktor Bežek – šolnik
- Gian Rinaldo Carli – italijanski zgodovinar, polihistor
- Monald Koprski – duhovnik, frančiškan, cerkveni pravnik, svetniški kandidat
- Vittore Carpaccio – slikar
- Sveti Nazarij – prvi koprski škof in zavetnik Kopra
- Peter Pavel Vergerij, starejši – predhodnik humanizma, gledališčnik, pedagog in filozof
- Peter Pavel Vergerij, mlajši – koprski škof, reformator, protestant
- Paolo Naldini – koprski škof, pisatelj, ustanovitelj glagolskega semenišča
- Tomaž Šalamun – pesnik
- Marko Brecelj – kantavtor in aktivist

## Pobratena mesta
- Krf, Grčija
- Ferrara, Italija
- Milje, Italija
- Dolina, Italija
- Buzet, Hrvaška
- Samara, Rusija
- Žilina, Slovaška
- Jiujiang, Kitajska